# Pachyopella ornata
Pachyopella ornata är en tvåvingeart som först beskrevs av Axel Leonard Melander 1913.  Pachyopella ornata ingår i släktet Pachyopella och familjen lövflugor. Inga underarter finns listade i Catalogue of Life.